# Castelo Skelmorlie

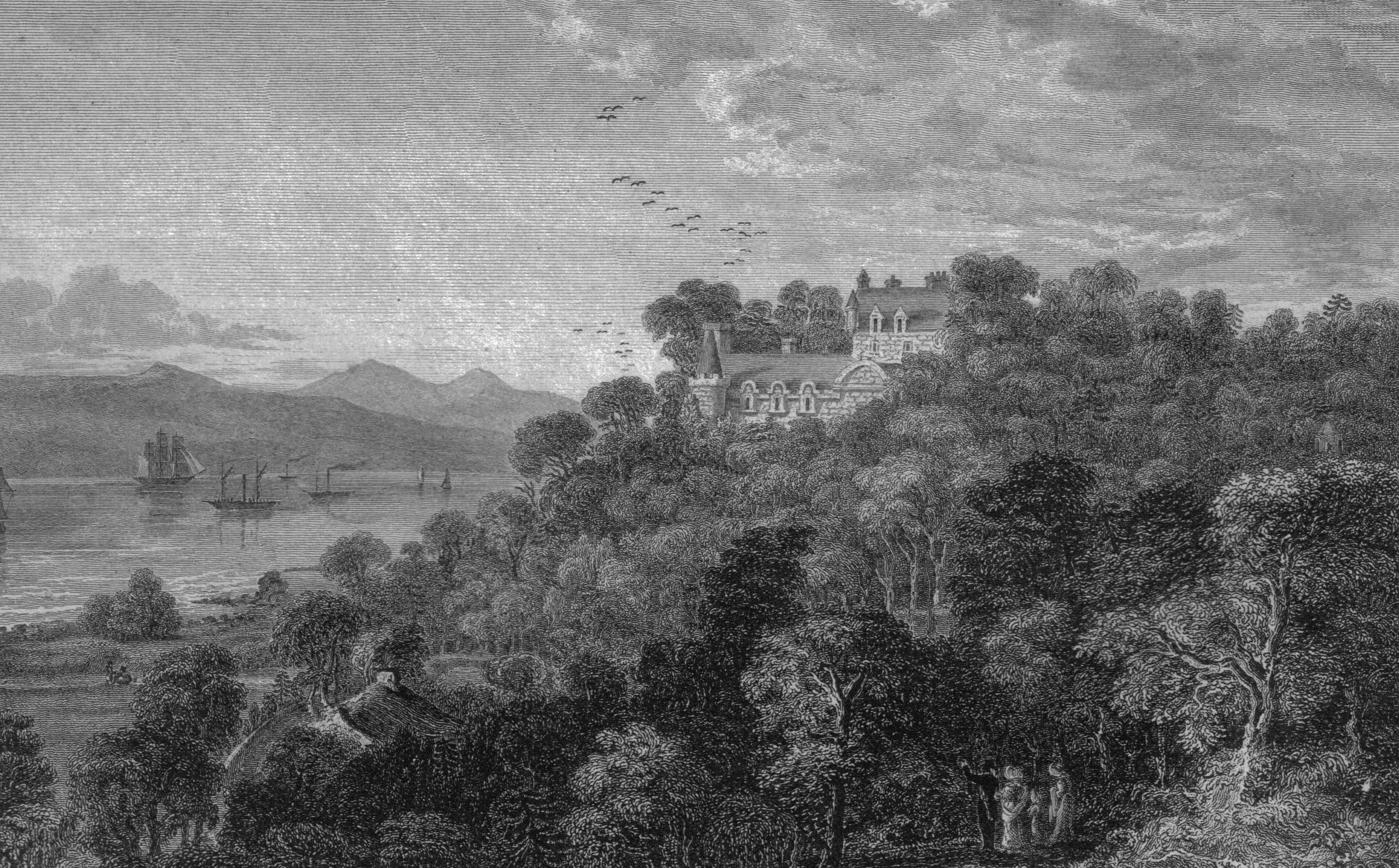
Castelo Skelmorlie em 1830, Escócia.

O Castelo Skelmorlie (em inglês:  Skelmorlie Castle) é um castelo do século XVI localizado em Largs, North Ayrshire, Escócia.

## História
De acordo com o 'OSA', o Gabinete de Estatística Escocês, o castelo foi construído em 1502 pelo 2º Montgomery de Skelmorlie e acrescentado em 1636. Em 1852 foi restaurado e transformado numa grande mansão. O que resta da torre de menagem é formado um pátio onde se encontram escritórios, atualmente preservada.
O castelo foi parcialmnte destruído por um incêndio e renovado em 1959/1960, sendo a mansão moderna grandemente demolida e a torre restaurada quase mantendo a aparência original, por Noad e Wallace de Glasgow.
O castelo é propriedade de Lord Eglinton, estando alugado a R. Wilson and Sons (Food Industries) Ltd.
Encontra-se classificado na categoria "B" do "listed building" desde 14 de abril de 1971.